# Liste de champignons psychotropes
Cette liste contient les champignons psychotropes pour l'humain. Elle n'est pas exhaustive.

## Champignons psychotropes

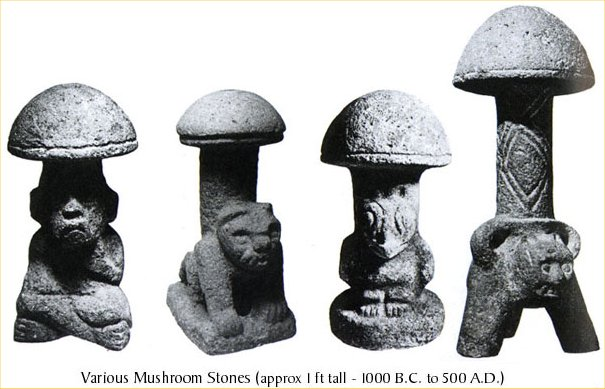
Statuettes précolombiennes d'hommes champignons

Liste non exhaustive

### Ascomycètes
- Claviceps purpurea, ergot du seigle, Clavicipitaceae,

### Basidiomycètes

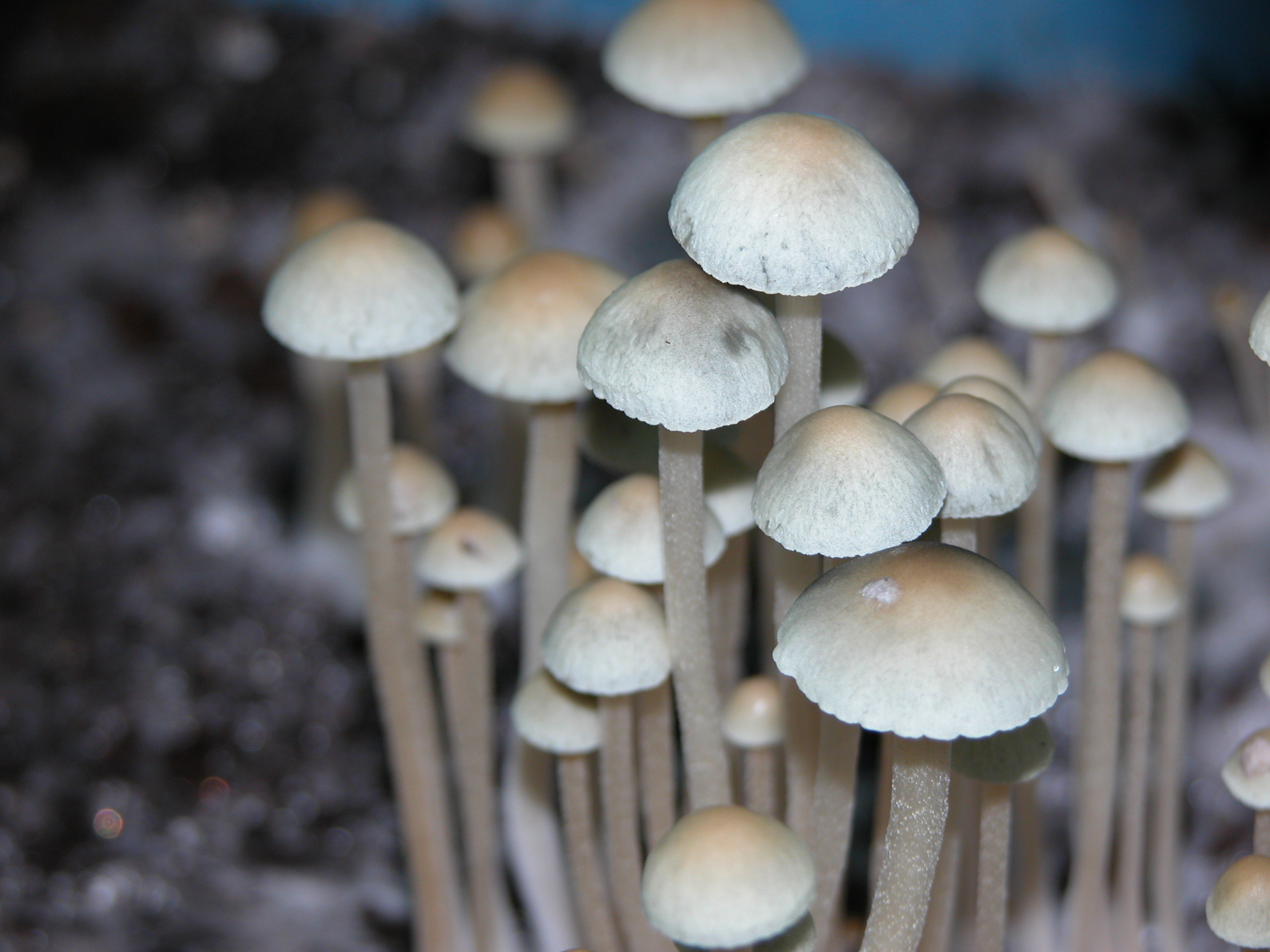
Panéole bleuissant

- Amanita muscaria, Amanite tue mouche, fausse oronge, Amanitaceae,
- Lycoperdon marginatum, Gi'-i-wa, vesse de loup, Lycoperdaceae,
- Gymnopilus luteoviridis, Hymenogastraceae
- Panaeolus cinctulus, Bolbitiaceae,
- Panaeolus cyanescens, copelandia, Bolbitiaceae,
- Pluteus salicinus, Pluteaceae
- Psilocybe mexicana, Strophariaceae,
- Psilocybe semilanceata, Strophariaceae
- Psilocybe allenii, Strophariaceae